# Callogobius amikami
Callogobius amikami är en fiskart som beskrevs av Goren, Miroz och Baranes, 1991. Callogobius amikami ingår i släktet Callogobius och familjen smörbultsfiskar. Inga underarter finns listade.